# Abbie Breakwell
Abbie Breakwell (* 29. März 2003 in Nottingham) ist eine britische Rollstuhltennisspielerin.

## Karriere
Abbie Breakwell wurde mit Morbus Charcot-Marie-Tooth geboren und trägt deshalb Orthesen, seit sie ein Jahr alt ist. Seit ihrer Kindheit ist sie sportbegeistert, auch wenn sie durch ihre Einschränkungen benachteiligt war. 2016 wurde bei ihr eine Myelomalazie aufgrund einer Syringomyelie diagnostiziert. Im selben Jahr begann sie mit dem Rollstuhltennis, da sie dadurch körperlich weiter eingeschränkt wurde und seitdem auf den Rollstuhl angewiesen ist. Im Oktober 2021 erreichte sie mit Platz zwei ihre höchste Position in der Juniorenweltrangliste. Breakwell konnte zahlreiche Turniere niedrigerer Kategorie im Einzel oder Doppel gewinnen.
Seit 2018 trat sie mehrfach beim World Team Cup für das Vereinigte Königreich an.
Abbie Breakwell nahm an den Paralympischen Spielen 2024 in Paris teil, im Einzel traf sie dabei in der ersten Runde auf Maylee Phelps, die US-Amerikanerin konnte glatt in zwei Sätzen gewinnen. Ähnlich verlief ihr Auftritt in der Doppelkonkurrenz: An der Seite von Lucy Shuker bei ihren fünften Paralympics unterlag sie den niederländischen Debütantinnen Jinte Bos uns Lizzy de Greef ebenfalls ohne eigenen Satzgewinn.